# S/2004 S 4
S/2004 S 4 est la désignation provisoire d'un possible satellite naturel de Saturne découvert en 2004.

## Découverte
S/2004 S 4 a été découvert par Carl Murray, de l'équipe d'imagerie de la mission Cassini-Huygens, sur des images prises le 9 septembre 2004 par la sonde Cassini  alors qu'il cherchait à confirmer l'orbite d'une autre lune, S/2004 S 3. Cette dernière semble orbiter juste au-delà de l'anneau F, tandis que S 4 a été vue peu de temps après à l'intérieur de l'anneau. Puisqu'on ne pense pas qu'une lune puisse traverser un anneau sans laisser de traces évidentes, les astronomes croient pour le moment qu'il s'agit de deux objets distincts .
L'existence du satellite — si c'en est un — n'a pas pour l'instant été confirmée et il conserve donc sa désignation temporaire.

## Caractéristiques
Peu de choses sont connues sur S/2004 S 4. Comme les satellites voisins S/2004 S 3 et S/2004 S 6, il semble orbiter dans le voisinage de l'anneau F dont il pourrait être alors un satellite berger. Sa période orbitale approximative serait de 0,618 d et son demi-grand axe environ 140 100 km. Il est possible qu'il ne s'agisse que d'un agglomérat temporaire de matière provenant de l'anneau F, dispersé par la suite par les forces de marée de Saturne.